# Giacomo Bulleri
Giacomo Bulleri (Collodi, 15 giugno 1925 – Milano, 6 settembre 2019) è stato un cuoco e imprenditore italiano, attivo nel settore della ristorazione.

## Biografia
Dal paese natio si trasferisce nel capoluogo piemontese, nel 1925, per imparare le basi della ristorazione. Nel 1958, apre il suo primo ristorante a Milano dove sviluppa una cucina creativa partendo dalle basi della tradizione italiana. Nel 2009, assieme al genero, apre ulteriori ristoranti. Viene omaggiato in un articolo dal New York Times nel 2017.
Nel 2015, per i suoi meriti culinari è stato premiato con l'Ambrogino d'oro dal Sindaco Giuliano Pisapia.